# Anya Major
Pour les articles homonymes, voir Major (homonymie).
Anya Major, née en 1966, est une athlète spécialisée en lancer du disque et un mannequin britannique surtout connue pour son apparition dans la célèbre publicité d'Apple 1984.
Elle a ensuite poursuivi une carrière dans le mannequinat et est apparue dans quelques clips musicaux tels que Nikita d'Elton John.